# Villa Heylo
Villa Heylo in Beverwijk is een voormalige dokterswoning, gebouwd in 1910. Het huis, dat een opvallende hoekpartij heeft met erker en loggia, is aangewezen tot gemeentelijk monument.

## Bewoners
Het huis is gebouwd in 1910 door architect Pieter Verhagen in opdracht van huisarts dr. A. Schuckink Kool.
Na 1920 was het huis in gebruik door de huisartsen dr. Boon sr, en later dr. Boon jr. Weer later door advocatenkantoor Schipperus. In 2012 stond het huis te koop. Vanaf 2022 wordt het huis bewoond door een negen persoonsgezin met twee katten.